# Estadi Borg El Arab
L'Estadi Internacional Borg el Arab (àrab: ستاد برج العرب الدولي, Stād Burj al-ʿArab ad-Duwalī) o Estadi de l'Exèrcit Egipci (àrab: ستاد الجيش المصري, Stād al-Jayx al-Miṣrī) és un estadi de futbol inaugurat el 2006 situat a la zona propera a Borg el Arab, Alexandria, en Egipte té una capacitat per a 86.000 espectadors. És el segon estadi més gran de l'Àfrica després del FNB Stadium de Johannesburg, a Sud-àfrica.
Es troba en l'autopista del desert que uneix Alexandria amb el Caire, a deu quilòmetres de distància de l'Aeroport de Borg El Arab i a cinquanta del centre de Alexandria. Compta amb una pista d'atletisme que envolta el terreny de joc. Només una part de les graderia està coberta. Va ser dissenyat i construït pel Cos d'Enginyers de les Forces Armades d'Egipte.
Originalment va ser encarregat com a part d'un projecte que incloïa cinc estadis per presentar la candidatura d'Egipte a la Copa Mundial de Futbol de 2010, i al costat de l'Estadi Internacional del Caire i l'Estadi Internacional Mubàrak del Caire, és una de les seus on juguen els seus partits la selecció de futbol d'Egipte. S'ha especulat sobre si algun equip de nord de país jugarà els seus partits com a local a l'estadi, ja que cap dels clubs de la zona rep més de 20.000 espectadors en els seus partits.

Des de la temporada 2015-16 acull els partits de la final de la Copa d'Egipte de futbol.

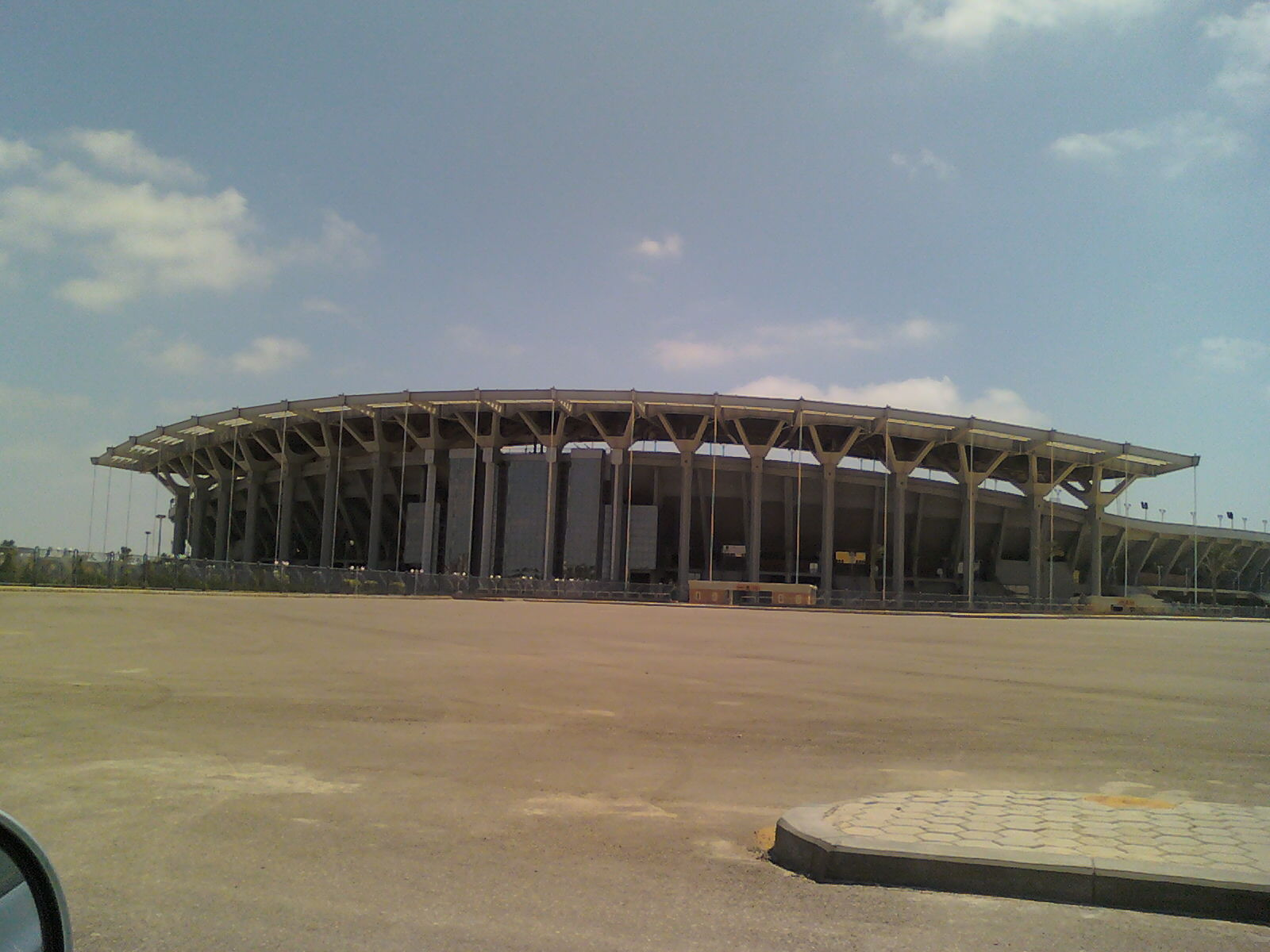
exterior de l'estadi
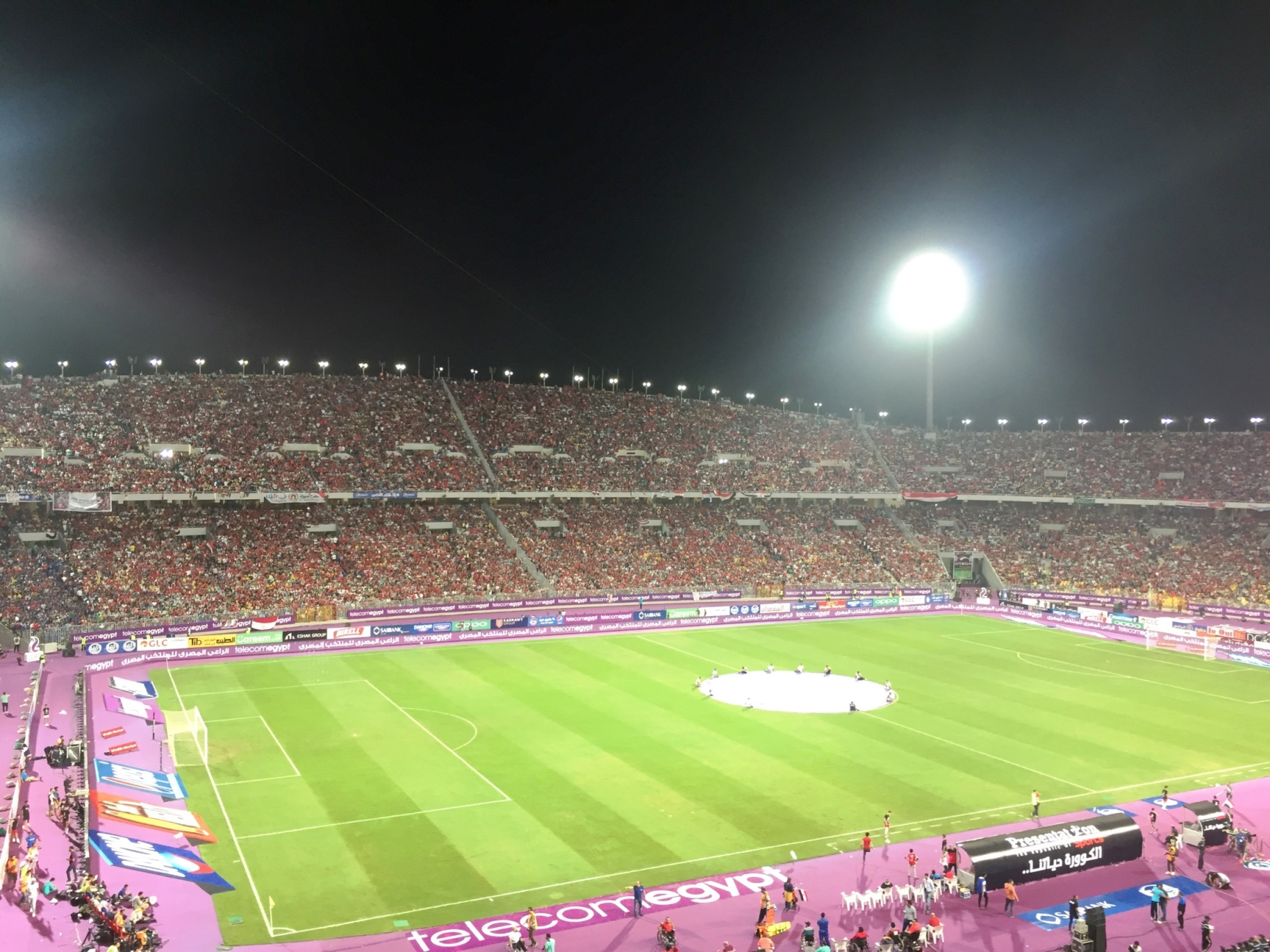
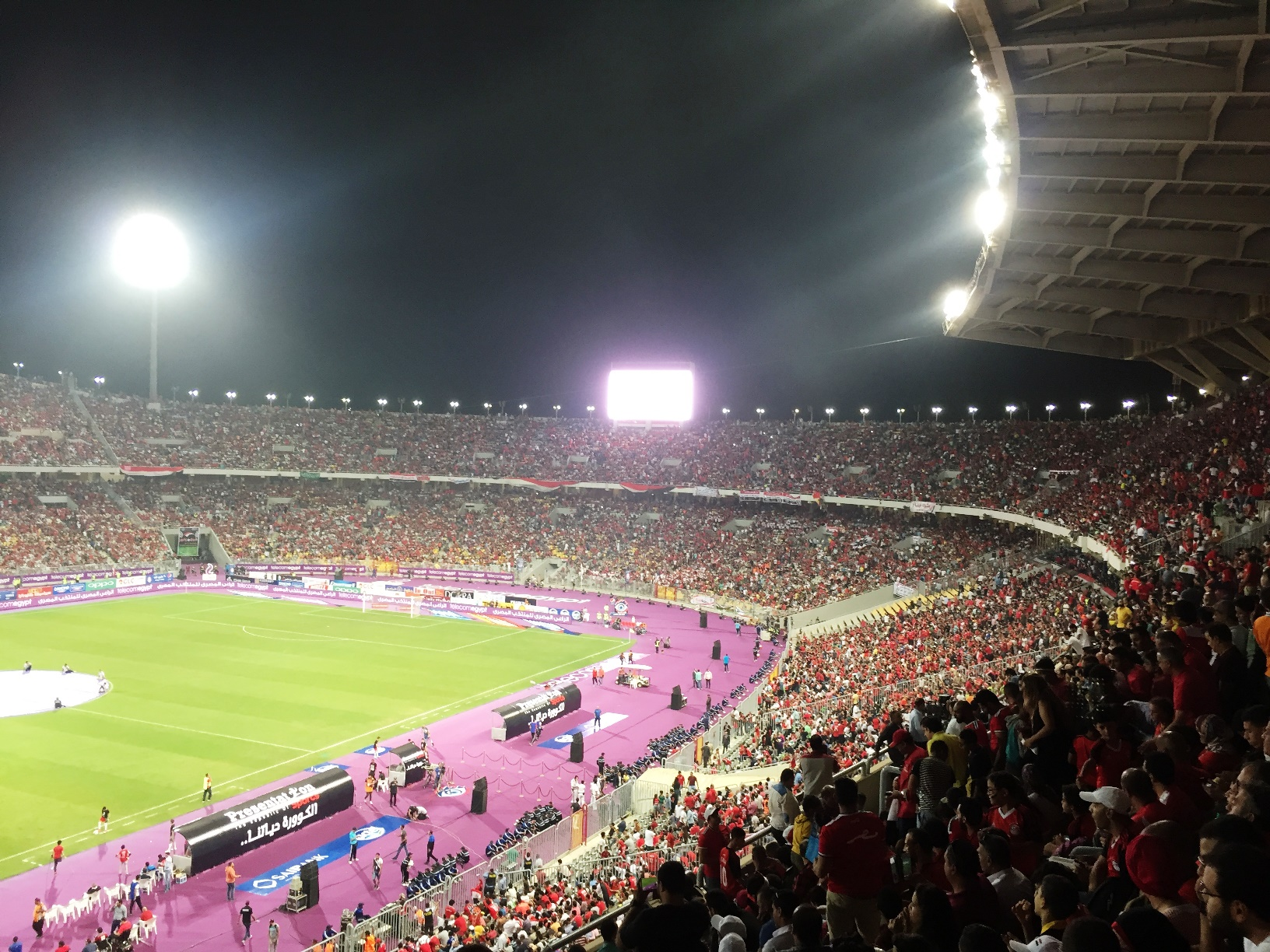